# Laothus cockaynei
Laothus cockaynei is een vlinder uit de familie van de Lycaenidae. De wetenschappelijke naam van de soort werd als Thecla cockaynei in 1945 gepubliceerd door Goodson.